# Бутурлин, Иван Михайлович
Ива́н Миха́йлович Бутурли́н (ум. 1605) — окольничий и воевода XVI — начала XVII века.

## Биография
В царствование Ивана Грозного, Иван Михайлович воевода в Новосиле и Болхове, а также в войске, собранном на Оке, против крымских татар (1565—1567)
Первый воевода в Дедилове (1574), откуда направлен в сход в сторожевой полк в армию «на берег», в том же году переведен на службу в Данков. В качестве воеводы Данкова участвовал в битве при Печерниковых Дубравах.
Второй воевода в передовом полку в разряде «на берег», во время которого участвует в боевых действиях (осень 1575), воевода в Новосиле, откуда направлен в сход 2-м воеводой полка правой руки (1576).
В неудачном походе под Венден, был полковым воеводой (1578), 2-й воевода в Смоленске (1580), где принимал участие в отражении литовского нашествия, разбив Филона Кмиту в битве при Настасьино.
Принял участие в походе на Литву и командовал полком правой руки в битве под Шкловом (1581), за что был награждён «золотым». Стоял во главе передового полка, при действиях против взбунтовавшихся черемисов (1583).
Первый воевода в Смоленске (1584). Пожалован в окольничие (1585) и послан в Новгород для укрепления Торговой стороны, по случаю войны со шведами, оставлен там начальником (1586). С 1602 г. первый судья Разбойного приказа.

### Поход в Дагестан
В царствование Бориса Годунова отправлен с войском в Грузию, к царю Александру (1604). Вступив в Дагестан, изгнал шамхала из его владений, начал строить крепость в столице его, Тарках, и заложил другую — на реке Тузлуке; но был осаждён (1605) в первой из них многочисленным объединённым войском кумыков и некоторых других горских народов. Кумыкский полководец Султан-Махмуд в Караманской битве нанёс поражение царским войскам. Воеводы Бутурлин и Плещеев, а также сын Бутурлина Фёдор были убиты в этой битве.

## Семья
Дети:
- Бутурлин, Фёдор Иванович (ум. 1605)
- Бутурлин, Василий Иванович (ум. после 1651) — русский военный и государственный деятель в Смутное время; стольник и воевода.